# Pyrausta metachrysalis
Pyrausta metachrysalis là một loài bướm đêm trong họ Crambidae.